# Akunnaaq
Akunnaaq (ortografia antiga: Akúnâk) é um assentamento no município de Qaasuitsup, oeste da Gronelândia. Está situado a 23km a este de Aasiaat, na Ilha Akunnaap Nunnaa. Foi fundado em 1850 e em 2010 tinha 101 habitantes.

## Transporte
A Air Greenland serve o assentamento somente no inverno, com voos de helicóptero do Heliporto de Akunnaaq para o Aeroporto de Aasiaat. Durante o Verão e o Outono, quando as águas da Baía de Disko são navegáveis, o transporte e a comunicação entre assentamentos é feito somente pelo mar através da Diskoline. São feitas viagens de Akunnaaq para Aasiaat, Ikamiut e Qasigiannguit.

## População
A população de Akunnaaq perdeu quase 40% dos seus habitantes em relação a 1990 estabilizando-se na década de 2000.